# Greatest!
Greatest! — четвёртый студийный альбом Джонни Кэша, выпущенный 12 января 1959 года на лейбле Sun Records. Это третий альбом Кэша на лейбле Sun, с которого он ушёл в 1958 году и присоединился к более крупному Columbia Records. В то время, когда Greatest! появился на прилавках, Columbia уже успела издать The Fabulous Johnny Cash. Песни, включённые в Greatest!, были записаны Кэшем в трёхлетний период с июля 1955 года по июль 1958 года. Пять из двенадцати песен стали синглами.
6 мая 2003 года лейбл Varèse Sarabande переиздал альбом, добавив в него четыре дополнительных песни, две из которых являлись альтернативными версиями альбомных.

## Список композиций
1. «Goodbye Little Darlin' Goodbye» (Джин Отри, Джонни Марвин) — 2:14
2. «I Just Thought You’d Like to Know» (Чарли Рич) — 2:23
3. «You Tell Me» (Рой Орбисон) — 1:48
4. «Just About Time» (Кэш) — 2:07
5. «I Forgot to Remember to Forget» (Стэн Кеслер, Чарли Фезерс) — 2:09
6. «Katy Too» (Кэш, Джек Клемент) — 1:57
7. «Thanks a Lot» (Рич) — 2:38
8. «Luther Played the Boogie» (Кэш) — 2:03
9. «You Win Again» (Хэнк Уильямс) — 2:18
10. «Hey Good Lookin'» (Уильямс) — 1:41
11. «I Could Never Be Ashamed of You» (Уильямс) — 2:14
12. «Get Rhythm» (Кэш) — 2:14

Бонус-треки 
1. «Fool’s Hall of Fame» (Джерри Фримен, Дэнни Вольф) — 2:26
2. «I Forgot to Remember to Forget» (Кеслер, Фезерс) — 2:11
3. «Hey Good Lookin'» (Уильямс) — 1:43
4. «Rock and Roll Ruby» (Кэш) — 1:42

## Чарты
Синглы — Billboard  США
| Год  | Сингл                            | Чарт            | Позиция |
| ---- | -------------------------------- | --------------- | ------- |
| 1958 | «Just About Time»                | Country Singles | 30      |
| 1959 | «Thanks a Lot»                   | Country Singles | 12      |
| 1959 | «Luther Played the Boogie»       | Country Singles | 8       |
| 1959 | «Katy Too»                       | Country Singles | 11      |
| 1959 | «Goodbye Little Darlin' Goodbye» | Country Singles | 22      |